# Уитли (Арканзас)
Уитли (англ. Wheatley) — город, расположенный в округе Сент-Франсис (штат Арканзас, США) с населением в 372 человека по статистическим данным переписи 2000 года.

## География
По данным Бюро переписи населения США город Уитли имеет общую площадь в 8,29 квадратных километров, водных ресурсов в черте населённого пункта не имеется.
Город Уитли расположен на высоте 64 метра над уровнем моря.

## Демография
По данным переписи населения 2000 года в Уитли проживало 372 человека, 109 семей, насчитывалось 151 домашнее хозяйство и 175 жилых домов. Средняя плотность населения составляла около 45,4 человека на один квадратный километр. Расовый состав Уитли по данным переписи распределился следующим образом: 69,35 % белых, 29,30 % — чёрных или афроамериканцев, 0,54 % — коренных американцев, 0,54 % — представителей смешанных рас, 0,27 % — других народностей. Испаноговорящие составили 2,69 % от всех жителей города.
Из 151 домашних хозяйств в 29,8 % — воспитывали детей в возрасте до 18 лет, 53,6 % представляли собой совместно проживающие супружеские пары, в 10,6 % семей женщины проживали без мужей, 27,8 % не имели семей. 27,2 % от общего числа семей на момент переписи жили самостоятельно, при этом 13,2 % составили одинокие пожилые люди в возрасте 65 лет и старше. Средний размер домашнего хозяйства составил 2,46 человек, а средний размер семьи — 2,98 человек.
Население города по возрастному диапазону по данным переписи 2000 года распределилось следующим образом: 25,5 % — жители младше 18 лет, 8,6 % — между 18 и 24 годами, 27,4 % — от 25 до 44 лет, 23,1 % — от 45 до 64 лет и 15,3 % — в возрасте 65 лет и старше. Средний возраст жителей составил 38 лет. На каждые 100 женщин в Уитли приходилось 87,9 мужчин, при этом на каждые сто женщин 18 лет и старше приходилось 85,9 мужчин также старше 18 лет.
Средний доход на одно домашнее хозяйство в городе составил 27 813 долларов США, а средний доход на одну семью — 32 917 долларов. При этом мужчины имели средний доход в 20 833 доллара США в год против 25 938 долларов среднегодового дохода у женщин. Доход на душу населения в городе составил 13 556 долларов в год. 14,7 % от всего числа семей в округе и 14,6 % от всей численности населения находилось на момент переписи населения за чертой бедности, при этом 23,2 % из них были моложе 18 лет и 16,4 % — в возрасте 65 лет и старше.